# 小区广播
細胞廣播（英語：Cell Broadcast，縮寫為），又譯為细胞广播、区域广播、蜂巢式廣播，也被稱為簡訊區域廣播（Short Message Service - Cell Broadcast），一種移動通信的技術，由欧洲电信标准协会定義，為GSM規格的一部份。由3GPP所規範的UMTS規格，也支援這個技術。
小区广播是短信的一种类型，但有别于普通的点对点短信（用户被动）。一般的點對點簡訊（Short Message Service - Point to Point）只能傳送簡訊給一個或少數幾個收信者，但是細胞廣播技術則是被設計為能夠在特定區域中，按照指定的频道和次数，广播消息，讓許多使用者同時接收到同樣的簡訊。

## 發展歷史
這個技術首次出現在1997年的巴黎。但目前並非所有的通信業者都支援這項技術，也不是所有的手機都能夠使用細胞廣播。

## 系统组成
1. CBC，小区广播中心负责广播短消息的管理和存储
2. CBE，小区广播实体负责广播短消息的收集
3. CDB，小区广播调度中心负责广播短消息的调度和发送
4. BSC，负责广播短消息的转发
5. BTS，负责向手机发送广播短消息。

## 优缺点
1. 优点
  - 基于位置的信息发布服务
  - 覆盖范围灵活，小到一个蜂窝小区（Cell），大到整个陆地移动通信网（PLMN），覆盖范围都能够灵活调整
  - 时效快，对事故发生地点或一个城市的信息发布仅需要几秒钟
  - 接收方便，手机成为基本通信工具，提供有效的载体
  - 利用专用的广播信道进行广播，确保广播信息的迅速发布
  - 采用数字化频道划分，最大可以划分65535个频道
2. 缺点
  - 不能确保用户接收到小区广播信息

## 应用
- 应急信息发布：基于以上的特点，小区广播是非常好的应急信息发布手段之一，但基于小区广播的缺点，又很难得到应用。
- 公众信息发布：如路况信息发布等，但因小区广播的缺点，往往运营商认为无利可图而不能很好的得到应用。

### 中华民国應用情況
- 災防告警細胞廣播訊息系統是中华民国利用細胞廣播技術，在短時間內大量傳送地震速報、土石流警戒、公路封閉等防災警示訊息到手機，即時通知民眾的系統。[2]

### 中华人民共和国应用情况
- 突发公共事件应急平台建设的“十一五”规划中，将突发公共事件预警信息发布平台的建设提上日程，深圳气象在全国范围内建设首个小区广播分区预警系统[3]。经过检验后，国内其他省市也开始建设小区广播系统：如内蒙古自治区气象局[4][5]。

### 英國应用情况
- 2005年7月7日發生的伦敦地铁爆炸事件中，官方曾使用小区广播给事故发生地附近的居民发布避难信息。

### 日本應用情況
- 日本的緊急地震速報即為接近細胞廣播的信息发布方式，為3G的標準規範。[6]

### 香港應用情況
- 香港特區政府於2020年11月26日推出緊急警示系統，並表明在可能危及廣泛人命財產安全的緊急情況下，可透過該系統向流動電話用戶發送重要的實時信息。[7]
- 2022年3月9日，香港特區政府首次通過EAS系統發出緊急警示，提醒若非2019冠狀病毒病確診市民或有生命危險的緊急病人切勿前往當日起轉為定點醫院的伊利沙伯醫院的急症室求醫。[8]

## 移动网络支持
- GSM
- UMTS（包含WCDMA、CDMA2000）
- LTE
- NR

## 系统提供商
- ZTE
- HUAWEI
- KEHAO[9]
- Celltick[10]
- COMVERSE